# Viguiera megapotamica
Viguiera megapotamica là một loài thực vật có hoa trong họ Cúc. Loài này được Malme miêu tả khoa học đầu tiên.